# دييغو فالديز
دييغو فالديز (بالإسبانية: Diego Valdés) هو لاعب كرة قدم كولومبي في مركز الدفاع، ولد في 13 أغسطس 1981 في مدينة كالي في كولومبيا. شارك مع منتخب كولومبيا تحت 20 سنة لكرة القدم. أما مع النوادي، فقد لعب مع إنديبندينتي ميديلين وديبورتيفو باستو وديبورتيفو كالي.

## وصلات خارجية
- دييغو فالديز على موقع إي إس بي إن إف سي (الإنجليزية)
- دييغو فالديز على موقع قاعدة بيانات كرة القدم.إي يو (الإنجليزية)
- دييغو فالديز على موقع Soccerway.com (الإنجليزية)